# Sokolniki (Dzierżoniów, Baja Silesia)
Sokolniki (alemán: Wättrisch) es una localidad del distrito de Dzierżoniów, en el voivodato de Baja Silesia (Polonia). Se encuentra en el suroeste del país, dentro del término municipal de Łagiewniki. Perteneció a Alemania hasta 1945, año en el que pasó a formar parte del voivodato polaco de Breslavia hasta 1998.

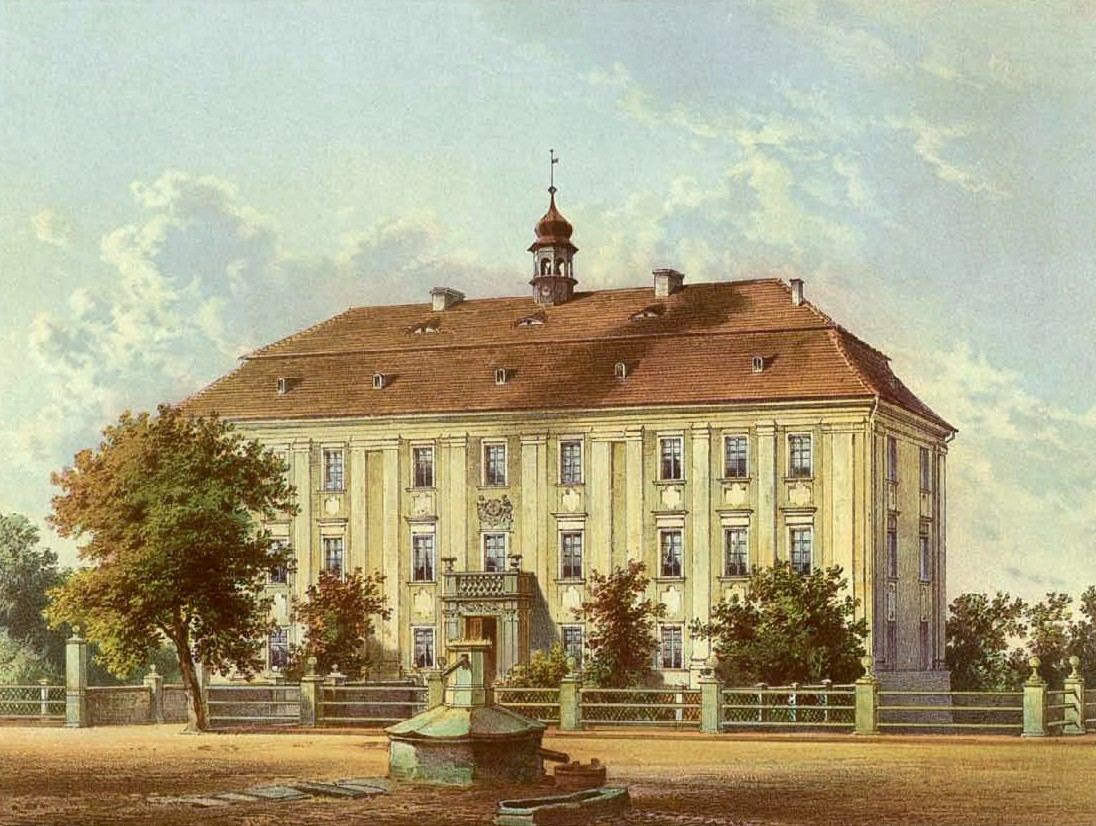
Mansión Wättrisch en 1860, de la colección de Alexander Duncker.

- Datos: Q7555231
- Multimedia: Sokolniki, powiat dzierżoniowski / Q7555231